# Pickaer Berg
Pickaer Berg (hornolužickosrbsky Pikowska hora, česky doslovně Pickský vrch) je vrch o nadmořské výšce 486 m na území hornolužických obcí Schirgiswalde-Kirschau (místní část Crostau) a Oppach (místní část Picka) v zemském okrese Budyšín v Sasku.

## Přírodní poměry
Vrch leží v německé části Šluknovské pahorkatiny (Lausitzer Bergland) a její mesogeochoře Severní hornolužická vrchovina (Nördliches Oberlausitzer Bergland). Na západě na něj navazují Kälbersteine (487 m) a na severozápadě Potsberg (447 m). Přestože je vrch pojmenovaný podle vsi Picka, jeho vrchol leží na území vsi Crostau. Geologické podloží tvoří ve vrcholové části dvojslídý granodiorit, na svazích je pak zastoupen lužický granodiorit. Přes jižní svah se táhne mohutná žíla doleritu. Převažujícím půdním typem je podzolová kambizem, kterou doplňuje pseudoglej až parakambizem a regosol. Na jihovýchodním svahu pramení potok Lindenberger Wasser a při jižním úpatí protéká Wassergrundgraben. Celý vrch tak náleží k povodí Sprévy a Labe a k úmoří Severního moře. Převážná většina vrchu je zalesněná jehličnatým až smíšeným lesem. Pickaer Berg leží v chráněné krajinné oblasti Oberlausitzer Bergland.

## Turistika
Nedaleko vrcholu vedou dvě turistické stezky. Modrá spojuje Pickaer Berg s Kälbersteine a s Bielebohem, žlutá vede severojižním směrem. Po svazích procházejí další dvě turistické stezky (červená a zelená), které vedou k dalším vrcholům severní části Šluknovské pahorkatiny. Vrchol je bez výhledu.